# Pablo Casals
Pour les articles homonymes, voir Casals.
Pau Carles Salvador Casals i Defilló, plus communément connu sous les noms de Pau Casals ou Pablo Casals, né le 29 décembre 1876 à El Vendrell (province de Tarragone, Espagne) et mort le 22 octobre 1973 à San Juan (Porto Rico), est un violoncelliste, chef d'orchestre et compositeur espagnol.
Hors scène Casals s'est engagé contre les dictatures, en particulier celle de Franco en Espagne, et fut proposé[réf. nécessaire] sans succès au prix Nobel de la paix en 1958.

## Biographie

### Les débuts
Dès sa plus tendre enfance, Pau Casals joue de divers instruments. Il étudie le violoncelle au conservatoire de Barcelone dès 1888, puis la composition à Madrid où il va continuer à se perfectionner, occupant divers postes comme instrumentiste ou pédagogue. Bien que pourvu d'une bourse d'études lui permettant de suivre les cours d'Édouard Jacobs au Conservatoire royal de Bruxelles en 1895, il renonce dès la première leçon à persévérer dans cette institution et s'installe à Paris.
En 1899, il commence à être reconnu, ce qui lui vaut de jouer, le 20 mai 1899, devant la reine Victoria, et, plus tard, devant la reine Élisabeth de Belgique.

### Le trio «Cortot, Thibaud, Casals», Barcelone
Il commence à jouer avec Jacques Thibaud et Alfred Cortot en 1905, trio mythique de la première moitié du XXe siècle. Il est de plus en plus reconnu et invité. Il rencontre les plus grands musiciens de son temps (il sera le dédicataire de nombreuses œuvres). En 1919, toujours fidèle à sa Catalogne natale, il crée à Barcelone un orchestre de très haut niveau qui porte son nom. Les plus grands chefs d'orchestre le dirigeront, de Fritz Busch à Igor Stravinsky.

### Prades, Porto Rico
Fin 1936, Casals fuit l’Espagne franquiste et trouve refuge dans la petite ville de Prades au pied du Canigou. Il refuse toutes les invitations à jouer ou diriger en protestation à la dictature de Franco et mène une existence solitaire et très modeste. En 1950, il sort de son silence pour participer à Prades aux commémorations du bicentenaire de la mort de Bach. C’est le premier Festival Pablo Casals, auquel il invite les plus grands interprètes de son temps comme Clara Haskil, Joseph Szigeti, Rudolf Serkin, Isaac Stern ou Marcel Tabuteau, pour en faire un haut-lieu de ferveur musicale. Il y participera encore à l'âge de 90 ans.
En 1956, il s’installe à San Juan à Porto Rico, le pays de sa mère et de sa jeune épouse. Il y crée l'orchestre symphonique en 1957, compose et inlassablement transmet son art lors de nombreuses « classes de maître ». Casals était un ami personnel de la reine Élisabeth de Belgique, veuve du roi Albert Ier et passionnée par la musique.

## Engagements

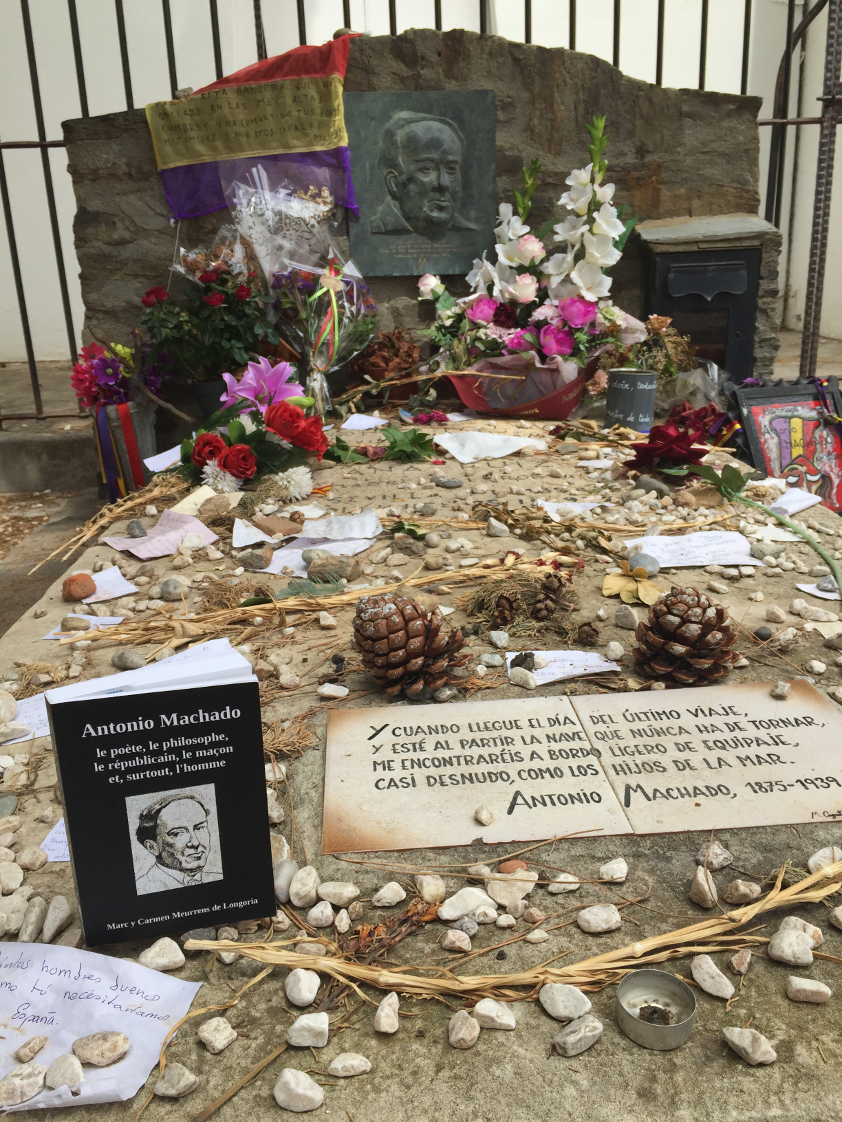
La tombe d'Antonio Machado à Collioure, édifiée à l'initiative de Pablo Casals.

Tout au long de sa longue vie, Casals fut un défenseur acharné et enthousiaste du violoncelle mais aussi de la musique, dans une inébranlable foi dans les valeurs qu'elle peut transmettre. Ses enregistrements sont habités de cet enthousiasme et de son énergie.
Il essaie de favoriser l'accès à la musique pour le plus grand nombre, que ce soit avec des associations de concerts ou la création de ses divers orchestres ; il jouera même dans des conditions mouvementées lors de la guerre d'Espagne.
Dans la période difficile des années d'avant et après la Seconde Guerre mondiale, il restera inflexible sur ses idéaux, quelles qu'en soient les conséquences pour sa carrière :
- lors de la guerre civile, il va soutenir les républicains espagnols et va s'exiler en 1936. Apôtre de la paix, il était également un défenseur acharné de la Catalogne ;
- dès 1933 il refuse de jouer en Allemagne ;
- après guerre, il ne donne plus de concerts pour marquer sa désapprobation du laxisme de la communauté internationale envers le régime politique du caudillo Franco. Il participe néanmoins à plusieurs galas de soutien au mouvement pacifiste et antifasciste de son ami Louis Lecoin.

En 1958, Casals fut à l'initiative de la construction de la tombe d'Antonio Machado à Collioure.

## Chronologie (années 1876-1920)

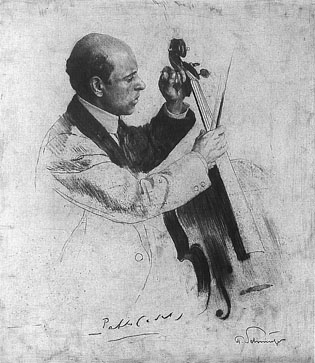
Pablo Casals
Portrait par Ferdinand Schmutzer.

Pau Casals naît le 29 décembre 1876 au n° 2 de la rue Santa Ana, de El Vendrell, en Catalogne. Il est fils du musicien Carles Casals Riba et de Pilar Defilló, une catalane née à Puerto Rico où ses parents catalans s'étaient déplacés pour travailler.
En 1889,  Il part vivre à Barcelone ou il est engagé pour jouer au Cafè Tost trois heures chaque nuit, sept jours par semaine, pour quatre pesetas par mois.
Il découvre les Suites pour violoncelle de J.-S. Bach en 1890  et son père lui achète un violoncelle.
Fait la connaissance de Enrique Granados en 1891. Commence alors une grande amitié entre les deux hommes.
C'est en 1893 qu'il réussit avec succès les examens de l'École municipale de musique de Barcelone.
En 1893, il part vivre à Madrid avec sa mère et ses frères Lluís et Enric, où il commence la seconde étape de sa formation au Conservatoire de musique et déclamation, avec Jesús de Monasterio comme professeur de musique de chambre. Il obtient une bourse de 250 pesetas de la reine María Cristina.
Il voyage à Bruxelles en 1895 pour étudier au Conservatoire de musique. Mécontent d'être méprisé par le professeur avant d'avoir joué une seule note, Casals l'éblouit par son jeu, refuse l'accueil et les excuses qui lui sont alors faites, et décide d'aller à Paris. En conséquence, la reine María Cristina lui retire la pension. Après des jours difficiles à Paris, il décide de revenir à Barcelone.
Il entre comme professeur à l'École municipale de musique de Barcelone en mai1896, et en novembre, comme professeur de violoncelle au Conservatoire du Liceu. Il est recruté par le Grand Orchestre du Grand Théâtre du Liceu comme violoncelliste.
Il constitue le "Quatuor Crickboom" avec les violonistes Mathieu Crickboom et Josep Rocabruna, et l'altiste Rafael Gálvez en 1897. Il fait une tournée en Espagne avec Enrique Granados et Mathieu Crickboom. La reine María Cristina lui offre un violoncelle : un Gagliano.
Il part à Paris en 1899 : et s'installe dans la maison de la cantatrice américaine Emma Nevada. Il donne le concerto de Lalo le 20 mai au Crystal Palace de Londres et le 17 décembre à Paris. C'est en 1900 qu'il se fixe à Paris et commence sa carrière de soliste.

Sa première tournée aux États-Unis débute en 1901 et il faudra attendre 1903 pour sa première tournée en Amérique du Sud, avec le pianiste Harold Bauer et le violoniste Moreira de Sá. 

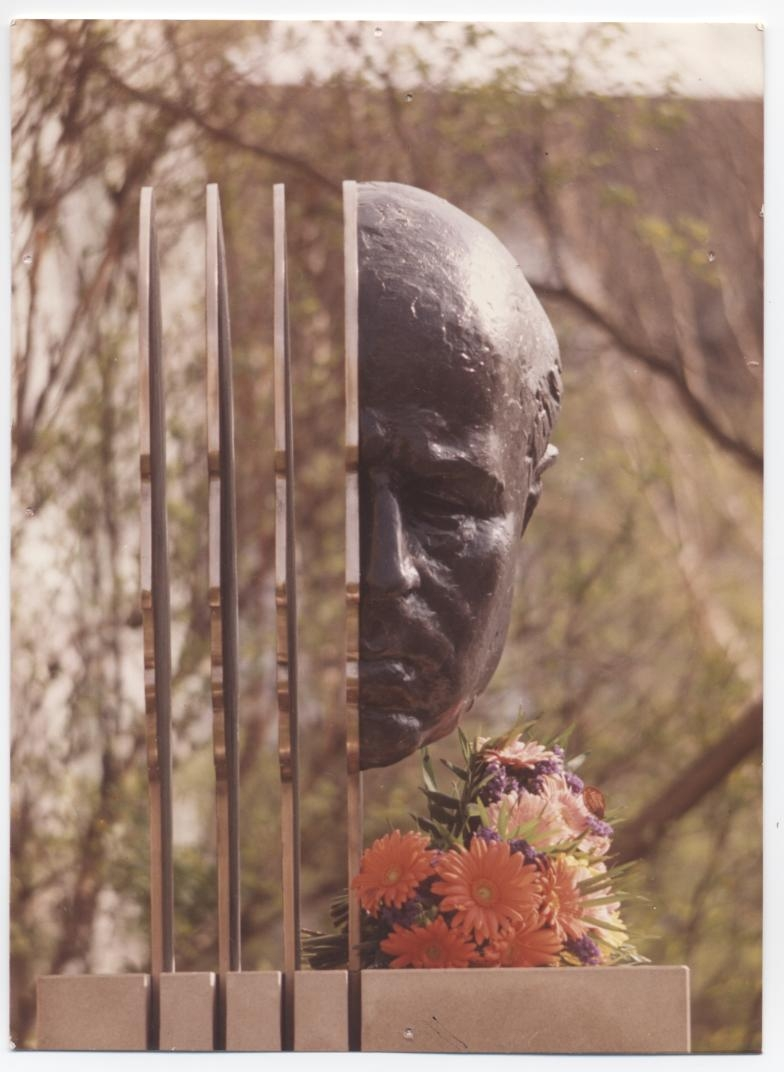
Buste de Pau Casals à Wolfenbüttel, Allemagne

En 1904, il voyage de nouveau aux États-Unis et en Amérique du Sud, pour jouer comme soliste. Le 15 janvier, il joue pour la première fois à la Maison-Blanche, invité par le président des États-Unis, Theodore Roosevelt.
C'est en 1905 qu'il commence une relation sentimentale avec Guilhermina Suggia, violoncelliste portugaise ; lors de leurs concerts ensemble, ils seront présentés comme mariés. La même année, il fonde le Trio Cortot-Thibaud-Casals, avec le violoniste Jacques Thibaud et le pianiste Alfred Cortot ; le trio sera un des plus prestigieux du monde. C'est toujours en 1905 qu'il effectue son premier voyage en Russie et joue au Salon de la noblesse de Saint-Pétersbourg.
Son père, Carles Casals Riba décède en 1908.
En janvier 1912, il interprète avec Eugène Ysaÿe le Double concerto de Brahms à Moscou et à Saint-Pétersbourg, et le 20 février, dans le Grand Salon de la Musikverein de Vienne. Il joue le Triple concerto de Beethoven avec Georges Enesco (avec lequel il s'était lié au début du siècle) et Donald Francis Tovey à Budapest. Rupture de la relation sentimentale avec Guilhermina Suggia.
En 1914  il se marie avec la soprano américaine Susan Metcalfe (1878-1959), le 4 avril à New Rochelle (New York). Tous deux commencent une tournée aux États-Unis. La même année, il donne son premier concert au Metropolitan Opera House de New York, le 13 décembre, en interprétant le Concerto de Saint-Saëns et le Kol Nidrei de Max Bruch.
C'est en 1915 qu'il fait ses premiers enregistrements pour la Columbia Gramophone Company.
En octobre 1917, après la Révolution russe, Casals décide de ne plus jouer dans ce pays. Il retourne à Barcelone en 1919 et s'installe au numéro 440 de l'Avinguda Diagonal, près du Passeig de Gràcia.
Toujours en 1919, il fonde à Barcelone l'Orchestre Pablo-Casals, avec son frère Enric Casals comme premier violon, Enric Ainaud comme premier violon adjoint et Bonaventura Dini comme premier violoncelle. En 1920, il participe, avec Alfred Cortot et Jacques Thibaud, à la fondation de l'École normale de musique de Paris, où chaque été, il donne des cours d'interprétation.

## Distinctions

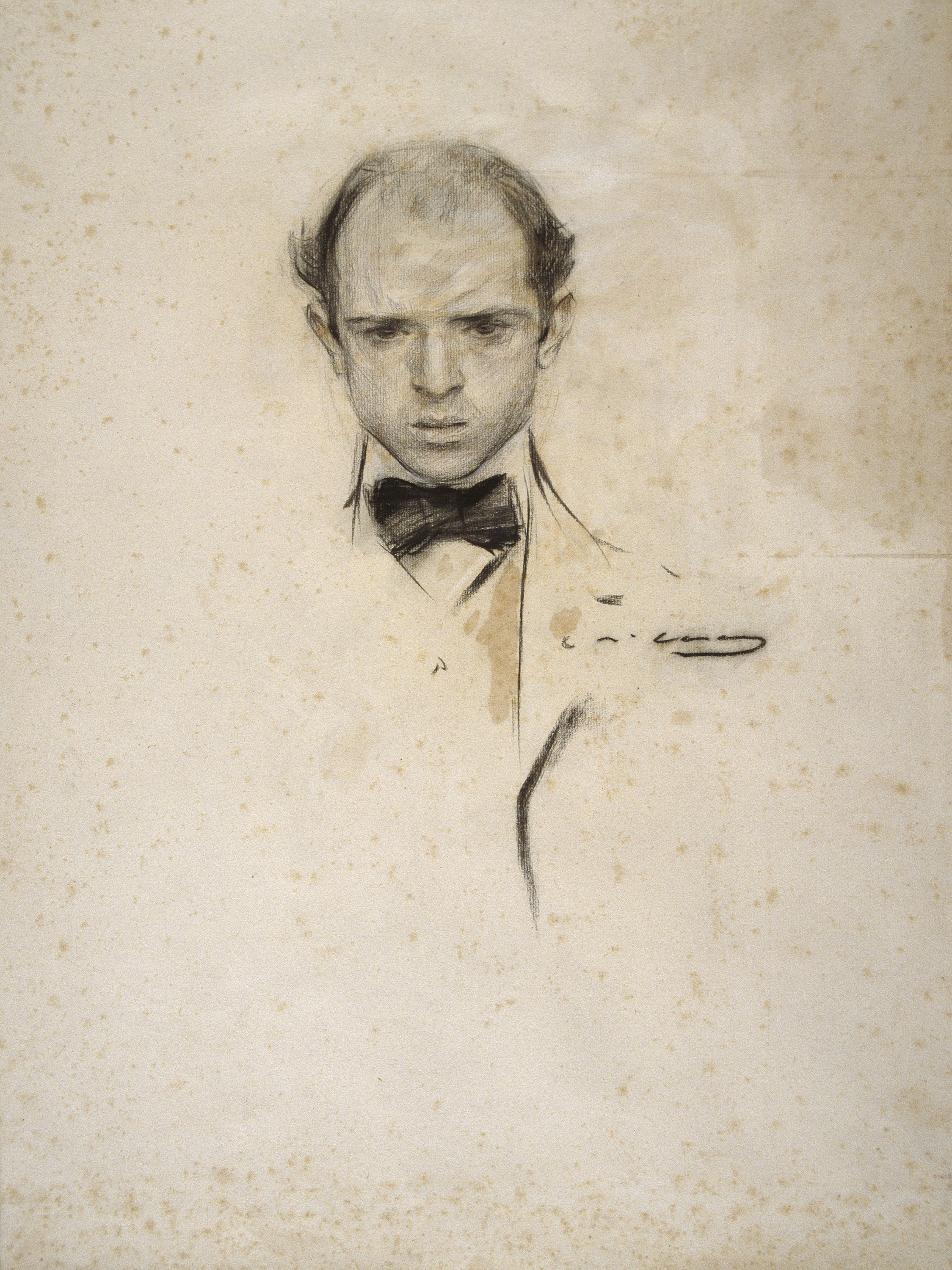
Pau Casals jeune, vu par Ramon Casas (MNAC).

Le 14 février 1895, il reçoit la distinction de Caballero de la Real Orden de Isabel la Católica (Chevalier de l'Ordre royal d'Isabelle la catholique).
En 1927, il est nommé Fill Predilecte (Enfant Préféré) de El Vendrell, sa ville natale (Tarragone).
C'est en 1934 qu'il est nommé Docteur honoris causa de l'Université d'Édimbourg.
La ville de Barcelone le nomme Fill adoptiu (Fils Adoptif) et lui remet la Medalla de la Ciutat (Médaille de la Ville) en 1934.
Il est nommé Docteur honoris causa de l'Université de Barcelone en 1939.
En 1945 il est nommé Doctor honoris causa des universités d'Oxford et de Cambridge. Il refuse la distinction en guise de protestation devant l'inaction du gouvernement britannique face à la dictature de Franco en Espagne. La même année, il est également nommé citoyen d'honneur de Perpignan.
Le 7 novembre 1946 il est nommé grand officier de la Légion d'honneur.
Pau Casals est proposé pour le prix Nobel de la paix en 1958.
Il reçoit la médaille de la Liberté en 1963 des mains du président des États-Unis, John Fitzgerald Kennedy, le 24 octobre 1963, 28 jours avant son assassinat. Sur l'enregistrement du concert donné à la Maison-Blanche, on entend distinctement les sanglots du musicien lorsqu'il joue el cant dels ocells (Le Chant des Oiseaux), une chanson populaire catalane dont il avait fait une sorte d'hymne personnel.
Il reçoit la grand-croix de l'ordre national du Mérite en 1971 puis la médaille de la paix des Nations unies, remise par le secrétaire général de l'ONU, U Thant, pendant la session du 24 octobre 1971.
Enfin, en 1979, il reçoit la médaille d'or de la Generalitat de Catalunya.

## Élèves
- Gaspar Cassadó
- Bernard Greenhouse
- Jacqueline du Pré

## Discographie
- La version historique des Suites pour violoncelle seul de Bach, HMV/EMI ;
- Brahms, le Double concerto pour violon, violoncelle et orchestre avec Jacques Thibaud, l'Orchestre Pablo Casals de Barcelone dirigé par Alfred Cortot (premier enregistrement de l'œuvre, 1929) ;
- Beethoven, Trio n° 7 dit « Archiduc », avec Alfred Cortot, piano, Jacques Thibaud, violon ;
- Franz Schubert, Trio pour violon, violoncelle et piano op. 99 avec Alfred Cortot ;
- Schumann, Trio pour violon, violoncelle et piano n° 1 avec Alfred Cortot et Jacques Thibaud ;
- Bruch, Kol Nidrei, op.47, London Symphony Orchestra, dirigé par Sir Landon Ronald (1936) ;
- Dvořák, Concerto pour violoncelle, Orchestre philharmonique tchèque dirigé par George Szell en 1937 ;
- Elgar, Concerto pour violoncelle, orchestre symphonique de la BBC, dirigé par Sir Adrian Boult (1945) ;
- Bach, les Concertos brandebourgeois, enregistrement à Prades (1950) ;
- Haydn, Symphonie n° 45 dite « Les adieux » avec l'Orchestre de Porto Rico ;
- Schubert, Quintette à cordes en do majeur avec deux violoncelles D. 956, Op 163 enregistré au festival de Prades 1952 avec I.Stern,A.Schneider,M.Katims,P.Tortellier.
- Brahms, Sextuor à cordes n° 1 op. 18 enregistré à Prades;
- Cassado, Sonate pour violoncelle et piano.
- Beethoven, Sonates pour violoncelle et piano, intégrale avec A.Cortot, M.Horszowski, O.Schulhof.
- Pablo Casals,  El Pessebre oratorio écrit sur un poème de J.Alavedra, orchestre et chœur de Puerto Rico dirigé par P.Casals

## Filmographie
- Casals Conducts: 1964, court métrage américain ayant remporté un Oscar du meilleur court-métrage en 1965.

## Citations
- La musique chasse la haine chez ceux qui sont sans amour. Elle donne la paix à ceux qui sont sans repos, elle console ceux qui pleurent.
- Rien n'est plus naturel que d'aimer son pays, mais pourquoi notre amour connaît-il des frontières ?

## Hommages

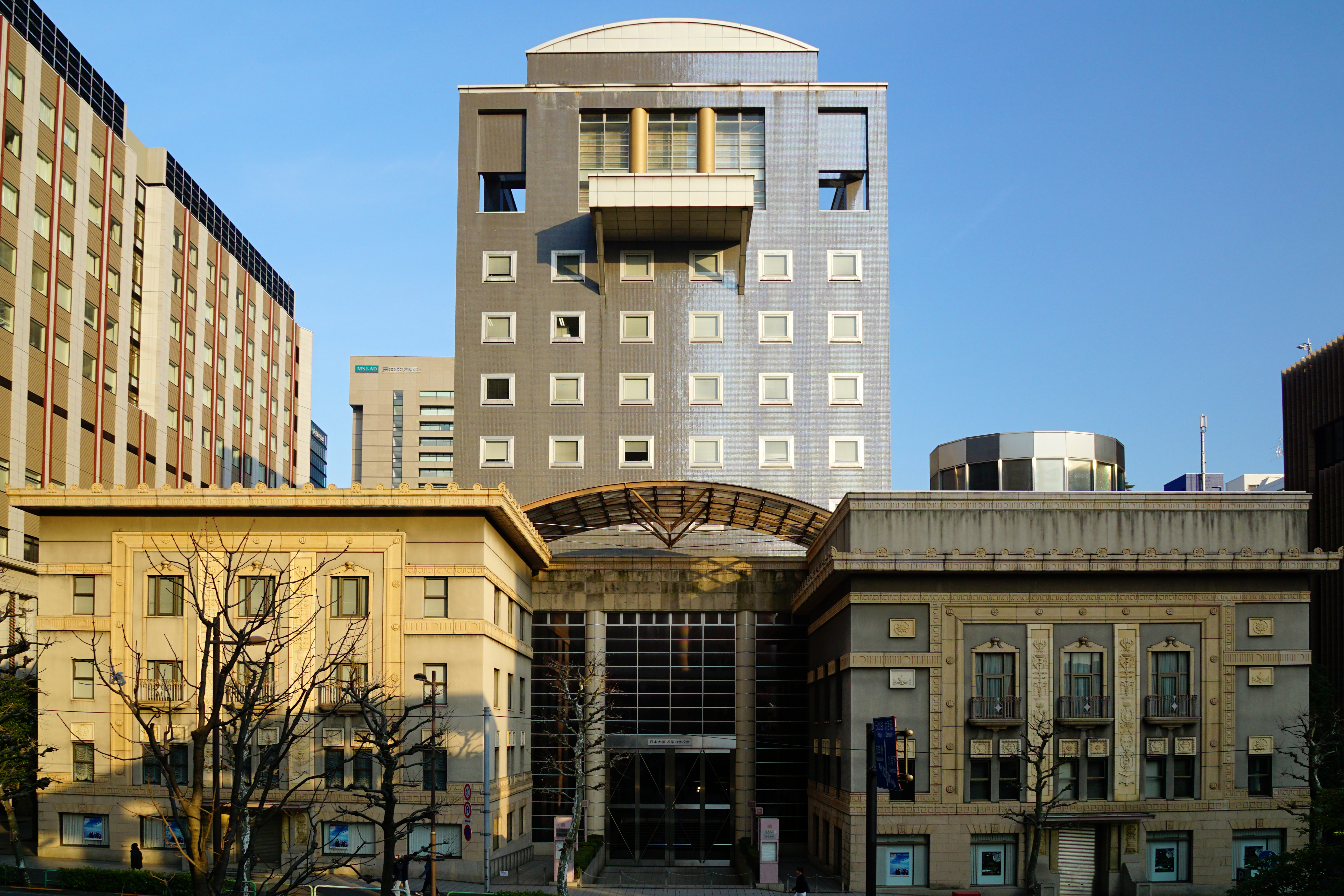
Hall Casals, conçu par Arata Isozaki.

C'est l'une des rares personnalités à avoir deux dénominations de lieux à Paris :
- la rue Pau-Casals[13], dans le 13e arrondissement de Paris, parallèle à l'avenue de France ;
- le square Pau-Casals, dans le 15e arrondissement de Paris, au sud de la Tour Eiffel.

En astronomie, est nommé en son honneur (39549) Casals, un astéroïde de la ceinture principale découvert en 1992.
Au Japon, le hall Casals de l'université Nihon est nommé en son honneur. Arata Isozaki en est l'architecte.